# 요시다 도루
요시다 도루(일본어: 吉田 暢, 1965년 5월 17일 ~ )는 일본의 전 축구 선수이다.

## 구단 경력
1984년 일본 사커 리그의 후루카와 전공(제프 유나이티드 이치하라)에 입단했다. 1986년에 일본 사커 리그 우승을 차지했다. 1994년까지 126경기에 나서 2득점을 기록했다. 1995년 재팬 풋볼 리그의 브럼멜 센다이로 이적했다. 1997년후 현역 은퇴.